# Ketady
Ketady était un « moteur de recherche dopé à l'humain » qui permettait de contacter d'autres internautes pour obtenir de l'aide, quel que soit le sujet. Ce service n'est à présent plus disponible sous ce nom.
Le principe s'inspirait de la vague Web 2.0: il s'agissait de poser une question sur le site de Ketady, et le système mettait automatiquement en relation avec un internaute susceptible de vous aider.
Le service était gratuit et simple d'utilisation, mais l'efficacité est évidemment aléatoire, puisque basée sur l'avis d'autres internautes.
Ce système met en œuvre une technologie brevetée[réf. nécessaire].
Ketady a changé de nom et est devenu Muchobene fin 2007.

## Origine du nom
La marque Ketady provient de la déformation d'une expression patoisante nordiste...
Ketady est une marque déposée.

## Caractéristiques essentielles
Selon ses créateurs, la mission de Ketady était de rendre accessible de façon universelle la Connaissance Humaine.
Ketady effectuait une recherche sémantique à l'intérieur de chaque question afin de mettre l'utilisateur en relation avec un autre utilisateur dont c'est le domaine de compétence d'après son profil.

## Historique
Le concept de Ketady a été inventé par Fabien Degaugue (ingénieur IG2I + Master SKEMA Business School) en février 2000, sur le constat que l'information recherchée n'était pas toujours accessible sur Internet. Convaincu qu'une solution technique permettrait aux Hommes de s'entraider de façon efficace et universelle, il commence des travaux de recherche en 2002. En janvier 2004, une équipe d'ingénieurs le rejoint.
A cours du premier trimestre 2005, le portail est testé par 300 utilisateurs avant l'ouverture au grand public le 2 mai 2005.
Plusieurs versions se succèdent, en septembre 2005, en janvier 2006 et plus récemment en octobre 2006, dans le but d'améliorer à chaque fois la pertinence des réponses obtenues en sélectionnant la personne la plus à même de répondre à la question posée.
Ketady a compté jusqu'à 10000 utilisateurs réguliers[réf. nécessaire].
En 2007, Ketady a développé une nouvelle version, nommée Ketady Instant Help, qui devrait permettre de trouver les réponses aux questions en quelques secondes. Fin 2007, le nom est devenu Muchobene.
Déçus de ces différentes évolutions, un groupe d'utilisateurs pionniers de Ketady ont créé savoir-partager.suissemagazine.com, afin de sauvegarder l'esprit communautaire du début de Ketady. Ce moteur de partage comptait début 2009 plus de 100 000 messages et plus de 10 000 sujets.